# Sophronica unicolor
Sophronica unicolor är en skalbaggsart som beskrevs av Stefan von Breuning 1961. Sophronica unicolor ingår i släktet Sophronica och familjen långhorningar. Inga underarter finns listade i Catalogue of Life.